# Celt

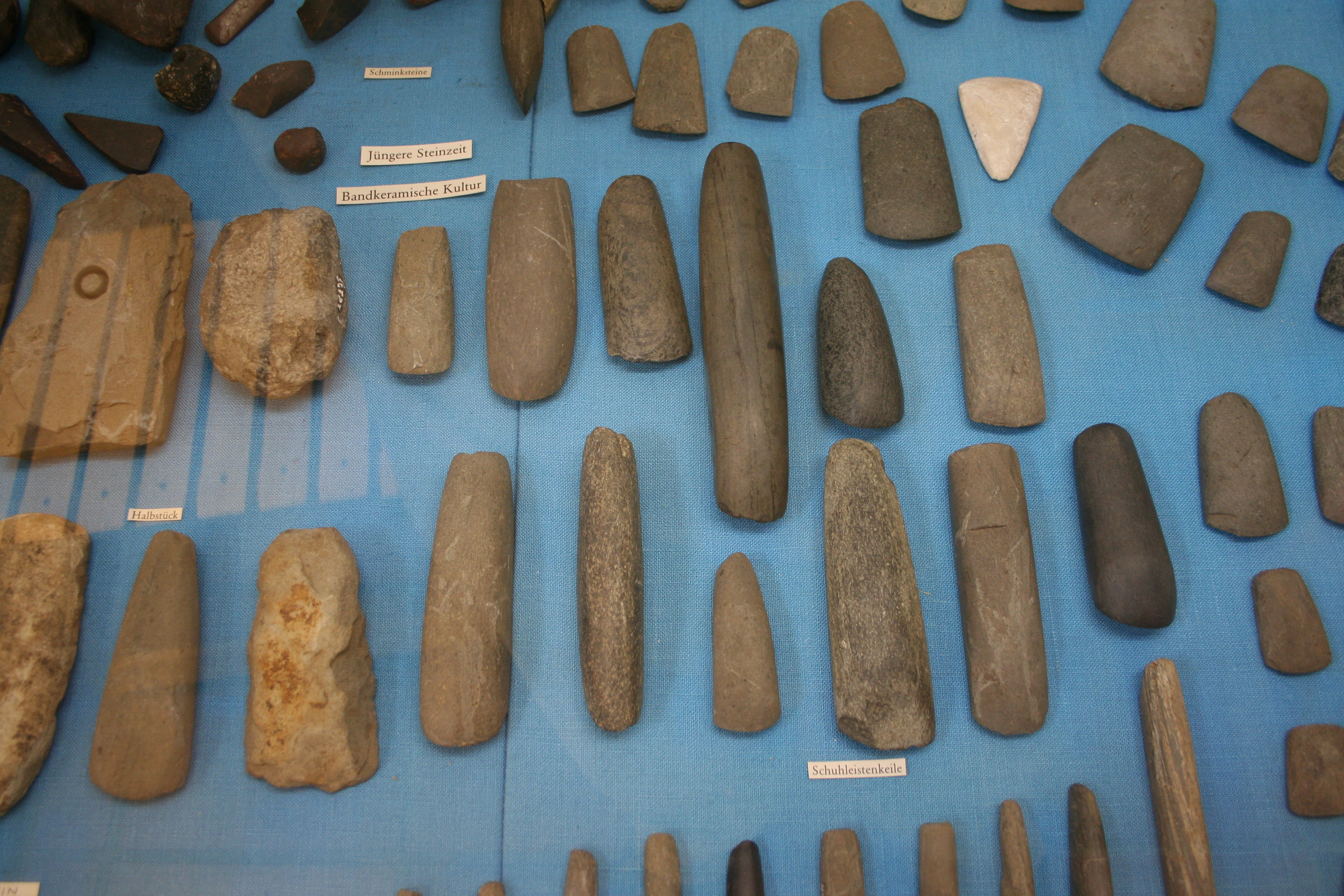
Diverse celter.

Celt är ett arkeologiskt begrepp som allmänt avser långsmala förhistoriska verktyg i sten eller brons med mera som liknar yxor, hackor eller dylikt. Begreppet avser traditionellt skafthålslösa sådana (utan öga), men det som på engelska kallas shoe-last celt (av tyska: Schuhleistenkeil) förekommer med skafthål (öga) under det motsvarande svenska begreppet skolästyxa.

## Typer
- 1. Skaftcelt (genomdriven typ)
- 2. Skaftcelt (indriven typ)
- 3. Hålcelt

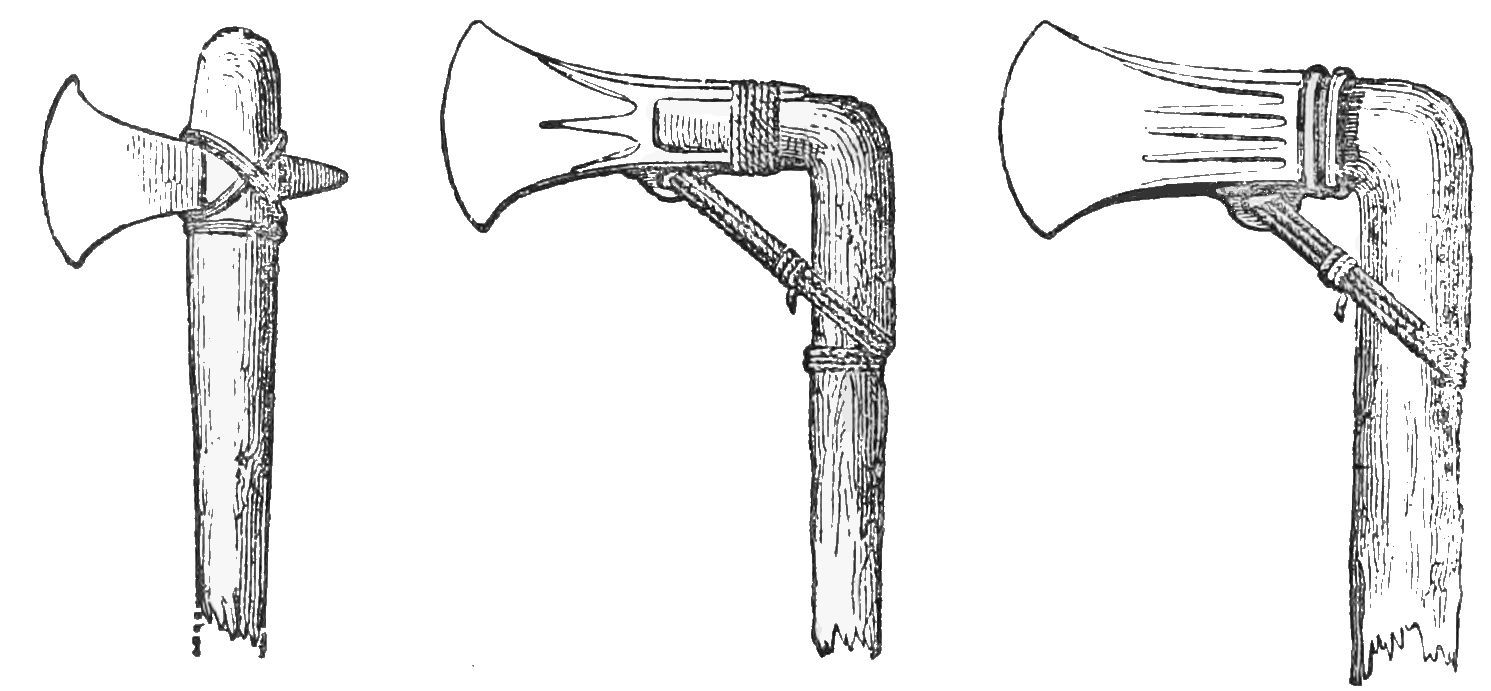
Olika celttyper:

- Skaftcelt (skaftkantyxa) – celt med tånge (skaft) baktill som skaftfäste
- Hålcelt (holkyxa) – celt med holk (hål) baktill som skaftfäste

### Webbkällor
- ”celt sbst 1”. Svenska Akademiens ordbok (SAOB). saob.se. 1903. https://www.saob.se/artikel/?unik=C_0001-0063.R5gB. Läst 24 augusti 2023.
- ”pålstav sbst”. Svenska Akademiens ordbok (SAOB). saob.se. 1955. https://www.saob.se/artikel/?unik=P_2557-0137.7guI&pz=3. Läst 24 augusti 2023.